# آناتول لو براز
آناتول لو براز (به فرانسوی: Anatole Le Braz) نویسنده قرن نوزدهم میلادی اهل فرانسه است.